# Propain Bicycles
Propain Bicycles ist ein deutscher Hersteller von Mountainbikes mit Sitz in Vogt in Oberschwaben, Baden-Württemberg.

## Geschichte
Die Marke Propain Bicycles wurde 2006 von Markus Zander und Robert Krauss gegründet. 2012 stieg David Assfalg als weiterer Gesellschafter ein und übernahm die Geschäftsführung. Einher ging ein Umzug des Firmensitzes von Gustavsburg temporär nach Ravensburg und anschließend nach Vogt sowie die Umstellung des Vertriebskonzeptes auf Direktvertrieb.
Das erste Mountainbike von Propain Bicycles, welches seit 2008 erhältlich ist, war das Downhill-Bike „Rage“. Seitdem hat sich die Produktpalette erweitert, so dass Propain Bicycles heute verschiedene Modelle für All Mountain, Enduro, Freeride und Downhill herstellt. Der Vertrieb erfolgt weiterhin ausschließlich über den eigenen Online-Shop. Seit 2020 sind Propain Bicycles auch in Nordamerika erhältlich.
Propain Bicycles ist seit 2016 mit dem eigenen „Propain Factory Racing“ Team im UCI Downhill Weltcup vertreten. 2017 wurde ergänzend das internationale Förderungsprogramm „Propain Talent Factory“ gestartet, welches das Ziel verfolgt jugendliche Nachwuchstalente zu entwickeln, um ihnen anschließend den Einstieg in das Weltcup-Team zu ermöglichen. Marcus Klausmann, Angie Hohenwarter und Thomas Schmitt sind als Markenbotschafter für Propain Bicycles tätig. Seit 2021 sind außerdem Rémy Métailler und Phil Atwill bei Propain unter Vertrag.